# Semorina brachychelyne
Semorina brachychelyne är en spindelart som beskrevs av Jocelyn Crane 1949. 
Semorina brachychelyne ingår i släktet Semorina och familjen hoppspindlar. Inga underarter finns listade i Catalogue of Life.